# Orifício atrioventricular esquerdo

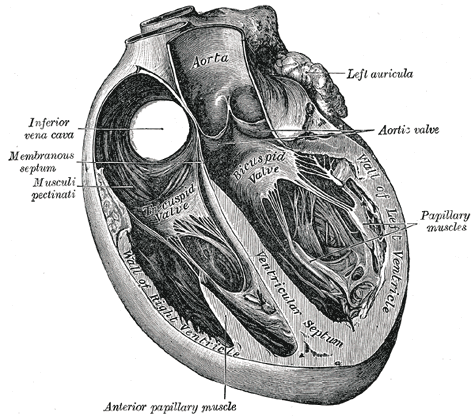
Coração humano seccionado

O orifício atrioventricular esquerdo ou abertura atrioventricular esquerda é uma grande abertura de comunicação entre o átrio esquerdo e o ventrículo esquerdo.
Possui a valva mitral.